# Бронепалубни крайцери тип „Хай Юн“
Хай Юн (на китайски: 海容 или на английски: Hai Yung) са серия от три бронепалубни крайцери 3-ти ранг за ВМС на Китай. Построени са в Германия, в корабостроителницата на AG Vulcan (Вулкан) в Щетин. В първите десетилетия на XX век са основата на флотите на императорски Китай и Китайската република.

## Представители
Проектът е поръчан в Германия по програмата за възраждане на флота след поражението в първата Китайско-японска война (1894 – 1895) заедно с по-големите крайцери английска постройка.
През януари 1897 г. според китайската поръчка в Щетин са заложени наведнъж три крайцера:
- „Хай Юн“ („Hai Yung“) и „Хай Чоу“ („Hai Chou“) – спуснати на вода на 12 декември 1897 г., влизат в строй на 12 декември 1898 г.
- „Хай Чжен“ („Hai Chen“) – спуснат на вода на 1 януари 1898 г., влизат в строй на 12 декември същата година едновременно с другите крайцери.

## Описание на конструкцията
Крайцерите са построени по специален проект, който няма общо с основните типове малки немски бронепалубни крайцери от онова време. Те са сходни с построените малко по-рано в Япония бронепалубни крайцери тип „Сума“.
Корабите имат стоманен корпус с таранен форщевен, палуба с изразени полубак и полуют, два комина, две мачти с бойни марсове. Двете парни машини с 8 котела ускоряват 2700-тонния кораб до 19 възела, което за крайцер от края на XIX век е вече недостатъчно. Главната защита на кораба карапасна (черупковидна) бронирана палуба с 1,5 дюйма дебелина, усилена по скосовете до 3 дюйма. Бойната рубка е защитена с 1,5-дюймова броня, същата дебелина има и бронята по щитовете на оръдията.
Китайските крайцери се отличават с необикновенато за тогавашните крайцери схема на разполагане на основното артилерийско въоръжение – „триъгълна схема“. От трите 150-mm оръдия на фирмата „Круп“ две са разположени побордно на издигнатия полубак, едно – на полуюта (впоследствие на крайцерите остават по две 150-mm оръдия, разположени по „класическата“ схема на носа и кърмата). Осем 105-mm круповски оръдия има на горната палуба по четири на всеки борд, от тях крайните оръдия могат да стрелят съответно по носа или по кърмата. Спомагателното артилерийско въоръжение се ограничива до шест 47-mm оръдия. Крайцерите имат три 356-mm торпедни апарата (при носа, над форщевена и два бордови).
Китайските кораби са напълно съпоставими с крайцерите 3-ти ранг на другите страни, но не могат да противостоят на по-големите кораби на вероятния противник, на когото остъпват не само по въоръжение, но и по скорост. Фактически от момента на влизането им в строй новите китайски крайцери са в ролята на кораби на бреговата отбрана, макар и за тази роля да са със съществени недостатъци във вид на слаба бронева защита и дълбоко газене.

## Служба в императорския флот
Службата на новите крайцери във ВМС на Империята Цин едва не приключва в самото ѝ начало. След въстанието на ихетуаните 1898 – 1901 гг., което води до превземането на Пекин от чуждестранни войски и налагането на Китай на огромни контрибуции, китайските власти мислят за възможна продажба на своите кораби. Отначало желание да купи трите крайцера има Япония, после Русия, която започва преговори за това през есента на 1901 г. Съглашение не се постига поради разногласия за цената – руснаците са готови да платят не повече от 5,6 милиона рубли, а китайците искат 7 млн. Очевидно нито Русия, нито Япония смятат китайските крайцери за способни сериозно да усилят тяхната военноморска мощ в Далечния изток.
През 1904 г. намиращият се в Чифу крайцер „Хай Юн“ се оказва косвено въвлечен в събитията на руско-японската война. През август той разоръжава пристигналия за интерниране в неутралното пристанище от Порт Артур руски миноносец „Решительный“, но не го защитава от последващото му пленяване от японците. През ноември „Хай Юн“ доставя екипажа на потопения в Чифу руски миноносец „Расторопный“ в Шанхай, за да го предаде на борда на интернираната канонерка „Манджур“.

## Участие в революцията от 1911 г.
През септември 1911 г. започва Учанското въстание, послужило за начало на Синхайската революция. На 12 октомври имперското правителство изпраща за потушаване на въстанието свои войски и ескадрата на адмирал Са Чженбин, в т.ч. и крайцерите на типа „Хай Юн“. На 16 октомври навлезлите нагоре по течнието на река Яндзъ кораби обстрелват позиците на въстаналите при Ханкоу (близо до Учан, сега в състава на град Ухан). В началото на ноември Ханкоу е превзет от правителствените войски, които устроиват там кървава разправа над населението. Клането в Ханкоу отблъсква от Цин много от предишните ѝ поддръжници. Адмирал Са отвежда ескадрата си надолу по реката, а скоро след това минава с корабите си на страната на революционерите.
Когато правителствените войски продължават настъплението си на съседния на Ханкоу Ханян, то на помощ на въстаналите идва флотът. Командирът на намиращата се в Ханян, като стационар, канонерка „Манджур“ съобщава, че на 19, 20 и 24 ноември два китайски крайцера и миноносец под революционни флагове плават нагоре по течението и обстрелват позициите на „империалистите“. При това в боевете с бреговите батареи особено се отличава крайцерът „Хай Юн“, на който има 1 убит и 6 ранени. За борба с крайцерите правителствените войски трябва да доставят в Ханян по железница тежки оръдия..

## Служба при републиката
След края на революцията и установяванео на републиканско управление в Китай крайцерите са разпределени между ескадрите. „Хай Юн“ и „Хай Чоу“ минават към Централния флот с базиране в Шанхай, „Хай Чжен“ – в Южния флот в Кантон (Гуанджоу). На 27 април 1916 г. крайцерът „Хай Юн“, в гъста мъгла, се блъска близо до Фунджоу с военния транспорт „Синью“, на който са превозвани над хиляда войници и офицери. Транспортът потъва, спасяват се едва 30 души. Тази катастрофа е най-голямото морско произшествие в Китай от времето на потопяването от японците на транспорта „Гаошен“ по време на боя при Асан през 1894 г.. През юли 1918 г. „Хай Юн“ е изпратен във Владивосток в състава на международна ескадра на страните от Антантата, вземайки по този начин част от чуждестранната интервенция по време на гражданската война в Русия. „Хай Юн“ се намира във Владивосток до 1919 г.
През 1920 г. вътрешните конфликти започват вече и в самия Китай. Април 1922 г., по време на войната на утвърдилата се в Пекин „Чжилийска клика“ с управника на Манджурия Чжан Цзолин, военноморският министър на пекинското правителство адмирал Са Чженбин от крайцерите „Хай Юн“ и „Хай Чоу“ бомбардира манджурските позиции при Шанхайгуан, което много допринася за поражението на Чжан Цзолин. Третият крайцер на серията – „Хай Чжен“ в това време е част от силите на другия лагер, тъй като властите на Кантон поддържат Чжан Цзолин като съюзник в борбата им с Пекин. През януари 1924 г. корабите на кантонската ескадра са пребазирани в Циндао, по-близо до местата на основните сражения, но видимо не вземат участие в тях.
От 1927 г. след установяването в Китай на относително стабилния режим на партията Гоминдан начело с Чан Кайши „Хай Юн“ и „Хай Чоу“ отново са в състава на Централния флот на вливането на Яндзъ, където не предприемат нищо по време на кратковременния военен конфликт с Япония, през януари – март 1932 г. „Хай Чжен“ до юли 1933 г. се намира в Циндао, след което излиза от подчинение на командването на Североизточния флот и отплава за Кантон. Към началото на 30-те години крайцерите окончателно са остарели, въпреки това, поради липсата на по-съвременни бойни кораби във ВМС на Китай, продължават да остават в строй. Те преминават модернизация – в частност замяна на двете разположени на полубака 6-дюймови оръдия на едно – в диаметралната плоскост. В кърмовата част е поставено 40-mm автоматично зенитно оръдие „пом-пом“.
На 21 юни 1935 г. старите крайцери близнаци стават участници в инцидента близо до Хонконг между корабите на Кантонската и Шанхайската ескадри. Шанхайската ескадра (леките крайцери „Нин Хай“ и „Ин Суей“, бронепалубните крайцери „Хай Юн“ и „Хай Чоу“ и канонерката „Юн Сян“)
противостои на кантонските кораби – „Хай Чжен“ и големия крайцер „Хай Чи“, които по указание на Чан Кайши трябва да се пребазират в Нанкин, но са заподозрени от шанхайците в намерение да отидат при японците в Манджоу-Го. Когато „Нин Хай“ открива предупредителна стрелба, „Хай Чжен“ заедно с „Хай Чи“ влиза в Хонконг и едва след преговори пристига през юли в Нанкин.
В самото начало на Китайско-японската война (1937 – 1945) възниква опасност от навлизане на японски кораби по река Яндзъ до Нанкин. Китайското командване решава да потопи остарелите съдове, за да закрие пътя към столицата. На 11 август 1937 г. при град Цзянцзин на вливането на Яндзъ (160 km западно от Шанхай) и трите кораба са потопени с още 33 военни и граждански съдове за препречване на речния фарватер.